# ألبرت كرانتز
ألبرت كرانتز (بالألمانية: Albert Krantz) (و. 1448 – 1517 م) هو قاضي، ومؤرخ، وأستاذ جامعي ألماني، ولد في هامبورغ، توفي في هامبورغ، عن عمر يناهز 69 عاماً.